# Syrma
Syrma (iota Virginis) is een ster in het sterrenbeeld Maagd (Virgo).